# Anagallis rhodesica
Anagallis rhodesica är en viveväxtart som beskrevs av R. E. Fries. Anagallis rhodesica ingår i släktet Anagallis och familjen viveväxter. Inga underarter finns listade i Catalogue of Life.